# Juana Couretot de Guella
Juana Couretot de Guella (norte de la provincia de Buenos Aires, 1 de diciembre de 1903-San Nicolás de los Arroyos, 29 de agosto de 1981) fue la creadora de varias instituciones educativas y culturales de la ciudad de San Nicolás de los Arroyos (provincia de Buenos Aires). Fundó la Biblioteca popular Rafael de Aguiar.

## Infancia y juventud
Nacida en un pueblo del norte de la provincia de Buenos Aires (Argentina), el 1 de diciembre de 1903. Fue la mayor de cuatro hermanos, todos profesionales. Debido a que su hogar estaba situado en el campo, nunca pudo asistir a una escuela. Su primer acercamiento a la educación fue a través de maestros particulares. Más tarde, su familia se radica en la ciudad de Pergamino (provincia de Buenos Aires) donde transcurre su infancia y juventud. En 1928 se trasladan a la ciudad de San Nicolás de los Arroyos. Aquí, de joven, conoce a quien será su esposo, Ernesto Guella. En 1934 viviendo nuevamente en Pergamino contrajo enlace con Ernesto Guella y vuelven ya definitivamente a la ciudad de San Nicolás de los Arroyos, en donde trabaja intensamente para ampliar las posibilidades educativas de la ciudad.

## Instituciones y obra
El 3 de agosto de 1943 participa en la fundación de la biblioteca Remedios Escalada de San Martín del Centro de Almaceneros Minoristas. Asume entonces la presidencia de la Comisión de Damas del Hospital Zonal San Felipe. En 1947 inicia lo que sería su obra más importante: la creación de la Biblioteca Popular "Rafael de Aguiar", de origen muy humilde y pequeño que luego alcanza la Categoría A en la Comisión Nacional de Bibliotecas Populares (CONABIP) de la República Argentina.
Por su gestión directa se crean filiales de la Biblioteca en muchos barrios de la ciudad. Se realizan jornadas de bibliotecología y se crean y oficializan dos escuelas para adultos.
Con la ayuda económica de su esposo Ernesto Guella, y la colaboración de instituciones oficiales[cita requerida] adquirió un lugar propio para la Biblioteca. Procuró obtener la creación de una Escuela de Bibliotecología y logró que la Subsecretaria de Cultura del Ministerio de Educación de la Provincia de Buenos Aires diera entrada a su proyecto.
Realizó el primer censo de analfabetos y semianalfabetos de San Nicolás, participó en la fundación de centros de alfabetización para niños y adultos en barrios de la ciudad, la Escuela Comercial Nocturna anexa al Colegio Nacional Justo José de Urquiza, la Escuela EGB n.º 31, la Escuela de Bibliotecología, filiales de la Biblioteca Aguiar, etc.
Sufrió un accidente callejero que le dejaron algunas secuelas que provocaron su fallecimiento el 29 de agosto de 1981, a los setenta y siete años de edad.

## Reconocimiento

### Eponimia
- La dirección y elenco estable del Teatro Municipal "Rafael de Aguiar" de la ciudad de San Nicolás (provincia de Buenos Aires) homenajeó en vida a Juana Couretot de Guella con una función teatral en donde se representó la obra El organito de Armando y Enrique Santos Discépolo.
- A poco de su fallecimiento la Biblioteca Popular "Rafael de Aguiar" designó con el nombre de su fundadora, a una de sus salas.
- El Gobierno municipal de la ciudad de San Nicolás del Dr. Hugo Ondarchú aprueba el Plan Juana Couretot de Guella, por el cual se crearon bibliotecas en distintos barrios de la ciudad.
- Se impone su nombre en la plaza pública situada en el entonces barrio El Lonjazo de la ciudad de San Nicolás.
- Por disposición de sus autoridades se dio el nombre de "Juana Couretot de Guella" a la Escuela de Adultos Nº 703, de la ciudad de San Nicolás.